# Yakovlev Yak-6
Le Yakovlev Yak-6 était un avion bimoteur soviétique utilitaire, développé et construit pendant la Seconde Guerre mondiale. Il a été utilisé comme bombardier léger de nuit à courte distance et un transport léger.

## Développement
En avril 1942, le bureau d'études Yakovlev a été chargé de concevoir un avion de transport bimoteur polyvalent pour renforcer les petits monomoteurs comme le Polikarpov Po-2. La conception devait nécessairement conduire à un modèle simple à construire et à exploiter,.
Le travail de conception et construction s'est déroulé très rapidement, le premier prototype Yak-6 vola en juin 1942. Il a passé les tests d'acceptation d'État en septembre de cette même année et a été rapidement mis en production.
Le Yak-6 était un monoplan à aile basse en porte-à-faux de construction tout bois entoilé.
Il y avait un châssis à train d'atterrissage classique rétractable, les roues principales se rétractant en l'arrière dans les nacelles motrices.
L'empennage horizontal était renforcé.
Il était propulsé par deux moteurs en étoile Chvetsov M-11 F de 140 ch entraînant deux hélices bipales en bois,, avec l'installation des moteurs sur la base de l'avion d'entraînement précédent Yakovlev UT-2. Afin de minimiser l'utilisation de ressources rares, les réservoirs de carburant de l'avion étaient faits en contreplaqué imprégné de produit chimique plutôt qu'en métal ou caoutchouc. Beaucoup de Yak-6 ont été équipés de train d'atterrissage fixe,.
L'avion est sorti en deux versions, comme avion de transport et de service, transport de blessés et liaison et messagerie. Il pouvait accueillir deux équipages dans un cockpit fermé avec une capacité de quatre passagers ou 500 kg de fret,. La deuxième version était un bombardier léger de nuit (désigné NBB - Nochnoy Blizhniy bombardirovshchik), capable de transporter jusqu'à 500 kg de bombes sous les parties centrales de l'aile et avec comme armement défensif une seule mitrailleuse dorsale ShKAS. Un total de 381 exemplaires ont été construits la production se terminant en 1943.
Quelques exemplaires d'une version améliorée du Yak-6 avec des ailes en flèche ont volé, une version modifiée parfois appelée Yak-6M,.
Le Yak-6M a conduit au Yak-8, plus grand, qui a volé début 1944.

## Histoire opérationnelle
Le Yak-6 a été largement utilisé sur la ligne de front pendant la Grande Guerre patriotique à la fois comme transport et bombardier, populaire auprès des équipages, bien que l'appareil pouvait entrer en vrille en cas de surcharge ou d'inattention ce qui entraîne la fin de la production en 1943 en faveur du Shcherbakov Shche-2 (en) de motorisation similaire. En 1944, la plupart des unités opérationnelles des VVS avaient un Yak-6 comme avion utilitaire. Dans la bataille de Berlin, le Yak-6 a été équipé de lance-roquettes sous les ailes avec dix missiles 82 mm RS-82 à utiliser contre des cibles terrestres. Après la fin de la Seconde Guerre mondiale, certains Yak-6 ont été fournis aux alliés, il est resté en service dans les forces soviétiques jusqu'en 1950,.

## Opérateurs
France
- Normandie-Niemen avion de transport

 Union soviétique
- Armée de l'air soviétique

 Mongolie
- Armée révolutionnaire populaire de Mongolie (en) - Transport

### Développement lié
- Yak-8 (en)

### Aéronefs comparables
- Shcherbakov Shche-2 (en)
- Po-2